# 立陶宛社会党

立陶宛社会党旗帜

立陶宛社会党（缩写为LSP）是一个已不存在的立陶宛左翼政党。该党成立于1994年3月26日。它的意识形态是社会主义、马克思主义。它的政治立场是极左翼。2009年12月19日，该党和阵线党合并为社会主义人民阵线。